# Chiles en nogada
Chiles en nogada је мексичко јело од поблано чили паприка пуњено пикадиљом, преливено кремастим сосом на бази ораха, названим nogada, семеном нара и першуном а обично се служи на собној температури. 
Крем сос обично садржи млеко, павлаку, свежи сир, шери и орахе. Ораси, који дају сосу nogada име (nogal на шпанском значи „дрво ораха“),  традиционално су од култивара nogal de Castilla (кастиљски орах). У неким случајевима, пекан може да замени или допуне орахе.  
Традиционална сезона прављења и једења овог јела у централном Мексику је август и прва половина септембра, када се нар појављује на тржиштима региона и започињу свечаности националне независности. Боја јела - зелени поблсно, бели сос, црвени нар - продубљују патриотска удружења, јер су то главне боје заставе Мексика.  
Традиционални chile en nogada је из Пуебле; везан је за независност ове земље, јер се каже да су први пут били спремни да угосте будућег цара Агустина де Итурбидеа када је дошао у град након потписивања Уговора из Кордобе. Ово јело је понос за становнике Пуебле.
Неки мексички историчари верују да су изумитељи овог јела Monjas Clarisas, мада други мисле да су то Madres Contemplativas Agustinas из самостана Санта Моника, Пуебла.

## Галерија
- Састојци за прављење јела
- Chile en nogada
- Chile en nogada
- Chile en nogada
- Chile en nogada
- Chile en nogada